# Power Pro Kun Pocket
Power Pro Kun Pocket (パワプロクンポケット?) es una serie de videojuegos de béisbol para las consolas portátiles de Nintendoː Game Boy Color, Game Boy Advance y Nintendo DS, distribuidos en exclusiva en el mercado japonés. 

Fueron creados como el spin-off de la serie Jikkyō Powerful Pro Yakyū, desarrollada por Konami y basada también en el béisbol.

La serie Power Pro Kun Pocket consta de 14 entregas, publicadas entre el año 1999 y el 2011.

## Juegos de la serie
- Power Pro Kun Pocket (GB) - 1 de abril de 1999
- Power Pro Kun Pocket 2 (GB) - 30 de marzo de 2000
- Power Pro Kun Pocket 3 (GBA) - 21 de marzo de 2001
- Power Pro Kun Pocket 4 (GBA) - 20 de marzo de 2002
- Power Pro Kun Pocket 5 (GBA) - 23 de enero de 2003
- Power Pro Kun Pocket 6 (GBA) - 4 de diciembre de 2003
- Power Pro Kun Pocket 7 (GBA) - 2 de diciembre de 2004
- Power Pro Kun Pocket 8 (DS)[1] - 1 de diciembre de 2005
- Power Pro Kun Pocket 9 (DS)[2] - 7 de diciembre de 2006
- Power Pro Kun Pocket 10 (DS)[3] - 6 de diciembre de 2007
- Power Pro Kun Pocket 11 (DS)[4] - 18 de diciembre de 2008
- Power Pro Kun Pocket 12 (DS)[5] - 3 de diciembre de 2009
- Power Pro Kun Pocket 13 (DS)[6] - 2010
- Power Pro Kun Pocket 14 (DS)[7] - 2011
- Power Pro Kun Pocket R (Switch)